# John J. Kleiner
John Jay Kleiner (* 8. Februar 1845 in West Hanover, Dauphin County, Pennsylvania; † 8. April 1911 in Takoma Park, Maryland) war ein US-amerikanischer Politiker. Zwischen 1883 und 1887 vertrat er den Bundesstaat Indiana im US-Repräsentantenhaus.

## Werdegang
Im Jahr 1850 kam John Kleiner mit seinen Eltern in das Medina County in Ohio, wo er in Wadsworth die öffentlichen Schulen besuchte. Außerdem arbeitete er zusammen mit seinem Vater in der Landwirtschaft. Zwischen Juni 1863 und Februar 1864 nahm er als Freiwilliger in einer Infanterieeinheit aus Ohio am Bürgerkrieg teil. Danach kehrte er nach Wadsworth zurück. Im Jahr 1867 zog Kleiner nach Evansville in Indiana, wo er am dortigen Business College unterrichtete und die Zeitung „Saturday Argus“ herausgab. Im Jahr 1873 wurde er in den Stadtrat von Evansville gewählt; von 1874 bis 1880 war er Bürgermeister dieses Ortes. Inzwischen war er auch in das Holzgeschäft eingestiegen.
Politisch wurde Kleiner Mitglied der Demokratischen Partei. Bei den Kongresswahlen des Jahres 1882 wurde er im ersten Wahlbezirk von Indiana in das US-Repräsentantenhaus in Washington, D.C. gewählt, wo er am 4. März 1883 die Nachfolge von William Heilman antrat, den er bei der Wahl geschlagen hatte. Nach einer Wiederwahl konnte er bis zum 3. März 1887 zwei Legislaturperioden im Kongress absolvieren. Im Jahr 1888 unterlag er dem Republikaner Alvin Peterson Hovey.
Nach seinem Ausscheiden aus dem US-Repräsentantenhaus arbeitete John Kleiner in Pierre (South Dakota) in der Immobilienbranche und in der Viehzucht. Im Jahr 1890 zog er in die Bundeshauptstadt Washington, wo er ebenfalls im Immobiliengeschäft tätig war. Er starb am 8. April 1911 in Takoma Park und wurde in Washington beigesetzt.